# Maćij Wjacław Jakula

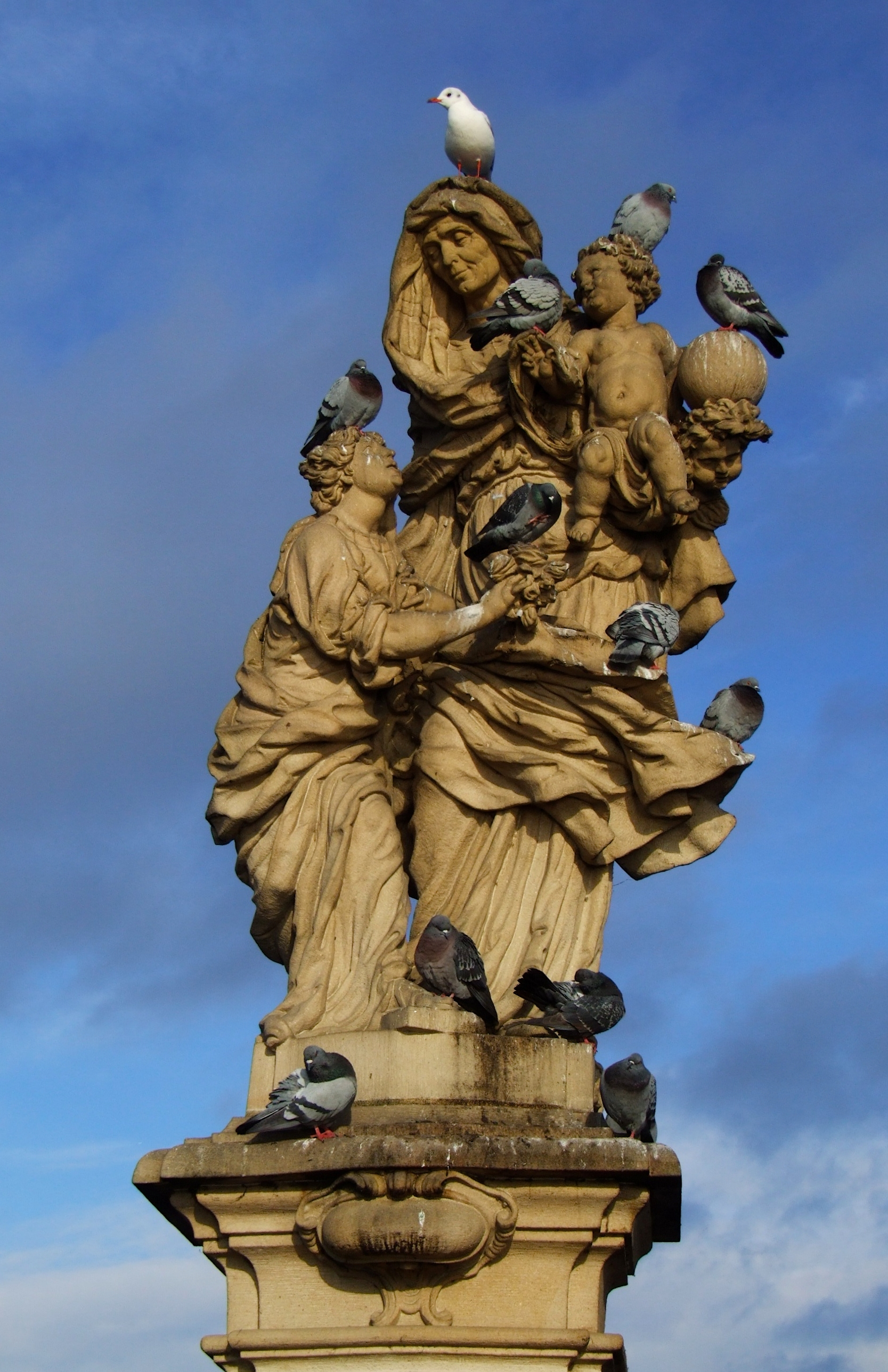
Rzeźba św. Anny (kopia) na praskim Moście Karola

Maćij Wjacław Jakula (niem. Mätthäus Wenzel Jäckel, ur. 11 września 1655 w Kulowie na Łużycach Górnych, zm. 16 stycznia 1738 w Pradze) – pochodzący z Łużyc rzeźbiarz czeskiego baroku.

## Życiorys
Sztuki rzeźbiarskiej nauczył się prawdopodobnie u drezdeńskiego rzeźbiarza Melchiora Barthela. Około 1684 roku założył w Pradze własny warsztat rzeźbiarski, w którym przez następne dziesięciolecia stworzył dzieła sztuki, zamawiane zazwyczaj przez instytucje kościelne i zakony. Do najbardziej znanych dzieł należą posągi „Święta Anna Samotrzeć” (1707), „Matka Boża ze św. Dominikiem i św. Tomaszem z Akwinu” (1708) oraz „Matka Boża ze św. Bernardem” (1709) umieszczone przy Moście Karola w Pradze.